# Yangcheon-gu
Yangcheon-gu  är ett av de 25 stadsdistrikten (gu) i Seoul, Sydkoreas huvudstad. 
Yangcheon-gu ligger på den sydvästra sidan av floden Han. Angränsande distrikt är Gangseo-gu, Guro-gu och Yeongdeungpo-gu. I distriktets centrum ligger Mok-dong-området, med mycket shopping, barer och restauranger, en ishall och stora bostadshus där mestadels mellan- och överklassfamiljer bor.

## Administrativ indelning
Yangcheon-gu är indelat i 18 stadsdelar (dong):
- Mok-dong (목동, 木 洞) 1, 2, 3, 4, 5
- Sinjeong-dong (신정동, 新 亭 洞) 1, 2, 3, 4, 5, 7
- Sinwol-dong (신월동, 新月 洞) 1, 2, 3, 4, 5, 6, 7